# Стеклов Володимир Андрійович
Володимир Андрійович Стеклов (рос. Владимир Андреевич Стеклов, * 9 січня 1864 — † 30 травня 1926) — радянський/російський математик, механік і фізик.

## Біографія
Стеклов народився в Нижньому Новгороді, Росія. В 1887 закінчив Харківський університет, де був учнем Олександра Ляпунова. В 1889—1906 працював на кафедрі механіки цього університету. В 1896 році одержав звання професора. В 1893—1905 роках він також читав курс теоретичної механіки в Харківському технологічному інституті імператора Олександра III (зараз відомий як Національний технічний університет «Харківський політехнічний інститут»). З 1902 по 1906 рік В. А. Стеклов — голова Харківського математичного товариства. У 1904 році — декан математичного факультету Харківського університету. В 1906 почав працювати в Петербурзькому університеті. В 1921 він клопочеться про створення фізико-математичного інституту. Після його смерті цей інститут названий його іменем. Математичне відділення вийшло з його складу в 1934 році. Зараз цей новоутворений інститут відомий як Математичний інститут імені Стеклова.

## Наукова діяльність
Стеклов зробив значний науковий внесок в галузі ортогональних функціональних множин. Він ввів клас замкнутих ортогональних множин, розробив асимптотичний Ліувілля-Стеклова метод для ортогональних многочленів, довів теореми для узагальнених рядів Фур'є, а також розробив метод наближення пізніше названий функцією Стеклова. Він також працював в гідродинаміці та теорії пружності.
Стеклов написав низку робіт з історії науки.
Помер Стеклов у Гаспрі, Кримська АСРР, РРФСР (зараз Україна). Похований в Санкт-Петербурзі, Росія.

## Праці
- В Америку и обратно: Впечатления, Л., Издательство «Время», 1925. (рос.)
- Основные задачи математической физики, 2-е изд., М., 1983. (рос.)